# Milan (Geòrgia)
Milan és una població dels Estats Units a l'estat de Geòrgia. Segons el cens del 2000 tenia 1.012 habitants.

## Demografia
Segons el cens del 2000, Milan tenia 1.012 habitants, 326 habitatges, i 215 famílies. La densitat de població era de 124,4 habitants/km².
Dels 326 habitatges en un 28,8% hi vivien nens de menys de 18 anys, en un 52,5% hi vivien parelles casades, en un 10,7% dones solteres, i en un 34% no eren unitats familiars. En el 32,2% dels habitatges hi vivien persones soles el 18,7% de les quals corresponia a persones de 65 anys o més que vivien soles. El nombre mitjà de persones vivint en cada habitatge era de 2,34 i el nombre mitjà de persones que vivien en cada família era de 2,97.
Per edats la població es repartia de la següent manera: un 18,2% tenia menys de 18 anys, un 14,9% entre 18 i 24, un 32,1% entre 25 i 44, un 21,6% de 45 a 60 i un 13,1% 65 anys o més.
L'edat mediana era de 36 anys. Per cada 100 dones de 18 o més anys hi havia 166,2 homes.
La renda mediana per habitatge era de 25.461 $ i la renda mediana per família de 33.438 $. Els homes tenien una renda mediana de 28.750 $ mentre que les dones 18.750 $. La renda per capita de la població era de 12.451 $. Entorn del 19,8% de les famílies i el 22,8% de la població estaven per davall del llindar de pobresa.

## Poblacions més properes
El següent diagrama mostra les poblacions més properes.